# 布雷迪 (德克薩斯州)
布雷迪（英語：Brady）是一個位於美國德克薩斯州麥卡洛克縣的城市。根據2010年美國人口普查，該地共人口5528人，而該地的面積約為29.80平方千米。同時該地也是麥卡洛克縣的縣治。

## 地理
布雷迪的座標為31°07′56″N 99°20′29″W / 31.13222°N 99.34139°W，而該地的平均海拔高度為511米（即1677英尺）。